# Pervenstvo Professional'noj Futbol'noj Ligi 2019-2020
La Pervenstvo Professional'noj Futbol'noj Ligi 2019-2020 (in russo: Lega del Campionato professionistico di calcio 2019-2020) è stata la 28ª edizione della Pervenstvo Futbol'noj Nacional'noj Ligi, terza serie del campionato russo di calcio.

## Stagione

### Novità
Il numero di partecipanti scese da 64 a 62. Dalla precedente stagione mancavano le promosse Tekstilščik Ivanovo, Torpedo Mosca, Čajka Pesčanopskoe e Neftechimik, mentre l'Irtyš Omsk(altra promossa) rinunciò alla PFN Ligi e si iscrisse nuovamente in PPF Ligi. Mancarono, inoltre, i club che avevano rinunciato a stagione in corso o nella pausa estiva: Dnepr Smolensk, Čertanovo-2, Angušt Nazran', Viktor Ponedel'nik Rostov, Syzran'-2003 e Sibir'-2. Infine rispetto alla stagione precedente erano assenti le promosse Veles Mosca, Dinamo Brjansk, Volgar' Astrachan', Akron Togliatti e Irtyš Omsk
Dalla PFN Ligi arrivarono solo due squadre retrocesse cioè il Tjumen' e lo Zenit-2: delle restanti tre, Baltika e Fakel Voronež furono infatti ripescate, mentre il Sibir' fallì.
Dai dilettanti arrivarono Lada Dimitrovgrad, Akron Togliatti, Zvezda San Pietroburgo e Olimp Chimki, mentre furono ammessi i seguenti club di nuova istituzione: Rodina Mosca, Inter Čerkessk, Machačkala, Spartak Vladikavkaz e Sibir'.

### Formula
Le 62 squadre erano divise in cinque gironi su base geografica, con un numero variabile di squadre: in particolare nel Girone Est c'erano solo sei squadre al via. In tutti i gironi si giocavano turni di andata e ritorno, con l'eccezione del Girone Est dove erano previsti quattro turni (doppia andata e doppio ritorno); erano assegnati tre punti per la vittoria, uno per il pareggio e zero per la sconfitta.
Erano promossi i vincitori di ciascun girone, mentre non erano previste retrocessioni nei dilettanti.
Si trattò dell'ultimo campionato giocato con questa formula dato che dalla stagione successiva il numero di gironi fu ridotto a quattro, con i nomi che non riportavano più l'indicazione geografica.

### Avvenimenti
Durante la stagione furono comminati sei punti di penalizzazione all'Anži e dodici al Tjumen' per pregressi debiti con propri ex tesserati.
La Pandemia di COVID-19 sorprese il campionato mentre lo stesso era fermo per la tradizionale lunga pausa invernale; l'unico girone a ripartire fu quello degli Urali-Volga che fece in tempo a disputare un unico turno, per altro di quella che dovevea essere la prima fase. Furono perciò dichiarate vincitrici le squadre che al momento della sospensione si trovavano al primo posto in classifica.

## Girone Ovest

### Squadre partecipanti
| Squadra                | Città                 | Stagione precedente                                                        |
| ---------------------- | --------------------- | -------------------------------------------------------------------------- |
| Dolgoprudnyj           | Dolgoprudnyj          | 4º nel Girone Ovest di PPF Ligi                                            |
| Kazanka Mosca          | Mosca                 | 2º nel Girone Ovest di PPF Ligi                                            |
| Kolomna                | Kolomna               | 11º nel Girone Ovest di PPF Ligi                                           |
| Leningradec            | Oblast' di Leningrado | 5º nel Girone Ovest di PPF Ligi                                            |
| Luki-Energia           | Velikie Luki          | 9º nel Girone Ovest di PPF Ligi                                            |
| Murom                  | Murom                 | 6º nel Girone Ovest di PPF Ligi                                            |
| Olimp Chimki           | Chimki                | 1° nel Girone B Mosca dei dilettanti, promosso                             |
| Pskov-747              | Pskov                 | 10º nel Girone Ovest di PPF Ligi                                           |
| Rodina Mosca           | Mosca                 | Club di nuova istituzione                                                  |
| Torpedo Vladimir       | Vladimir              | 8º nel Girone Ovest di PPF Ligi                                            |
| Veles Mosca            | Mosca                 | 3º nel Girone Ovest di PPF Ligi                                            |
| Zenit-2                | San Pietroburgo       | 19º in PFN Ligi, retrocesso                                                |
| Znamja Truda           | Orechovo-Zuevo        | 7º nel Girone Ovest di PPF Ligi                                            |
| Zvezda San Pietroburgo | San Pietroburgo       | Nel Girone Nord-Ovest dei dilettanti, ripescato come vincitore della coppa |

### Classifica finale
|  | Pos. | Squadra                | Pt | G  | V  | N | P  | GF | GS | DR  |
|  | ---- | ---------------------- | -- | -- | -- | - | -- | -- | -- | --- |
|  | 1.   | Veles Mosca            | 36 | 16 | 11 | 3 | 2  | 34 | 13 | +21 |
|  | 2.   | Dolgoprudnyj           | 35 | 17 | 11 | 2 | 4  | 29 | 16 | +13 |
|  | 3.   | Zenit-2                | 32 | 17 | 9  | 5 | 3  | 30 | 14 | +16 |
|  | 4.   | Torpedo Vladimir       | 30 | 17 | 8  | 6 | 3  | 23 | 17 | +6  |
|  | 5.   | Leningradec            | 28 | 17 | 7  | 7 | 3  | 27 | 20 | +7  |
|  | 6.   | Olimp Chimki           | 26 | 16 | 7  | 5 | 4  | 18 | 15 | +3  |
|  | 7.   | Murom                  | 24 | 16 | 7  | 3 | 6  | 31 | 23 | +8  |
|  | 8.   | Rodina Mosca           | 22 | 17 | 6  | 4 | 7  | 27 | 31 | -4  |
|  | 9.   | Pskov-747              | 21 | 16 | 6  | 3 | 7  | 15 | 26 | -11 |
|  | 10.  | Kazanka Mosca          | 17 | 16 | 4  | 5 | 7  | 26 | 27 | -1  |
|  | 11.  | Znamja Truda           | 15 | 17 | 3  | 6 | 8  | 14 | 23 | -9  |
|  | 12.  | Kolomna                | 15 | 17 | 4  | 3 | 10 | 15 | 24 | -9  |
|  | 13.  | Luki-Energia           | 13 | 16 | 3  | 4 | 9  | 15 | 29 | -14 |
|  | 14.  | Zvezda San Pietroburgo | 6  | 17 | 2  | 0 | 15 | 9  | 35 | -26 |

### Verdetti
- Veles Mosca promosso in PFN Ligi.

### Risultati
|                         | VEM  | DOL  | Ze2  | TOV  | LEN  | OLC  | MUR  | ROM  | PSK  | KAM  | ZNT  | KOL  | LUE  | ZSP  |
| Veles Mosca             | ---- | 3-1  | 1-0  | ---- | 1-1  | ---- | ---- | 1-2  | 6-0  | ---- | 3-0  | ---- | 2-0  | 3-0  |
| Dolgoprudny             | ---- | ---- | 2-1  | 1-1  | 2-0  | ---- | ---- | 2-0  | 2-0  | ---- | 2-0  | 1-1  | 3-1  | 5-0  |
| Zenit-2                 | 3-3* | 2-0  | ---- | 1-1  | 0-0  | ---- | ---- | 1-0  | ---- | ---- | 3-0  | ---- | 4-1  | 2-0  |
| Torpedo Vladimir        | 1-1  | ---- | 2-1  | ---- | ---- | 0-1  | 0-0  | ---- | ---- | 2-1  | ---- | 1-0  | 2-0  | 2-1  |
| Leningradecs            | ---- | ---- | ---- | 2-4  | ---- | 0-0  | 3-2  | 2-2  | 3-0  | 0-0  | 0-0  | ---- | 3-1  | 1-0  |
| Olimp Chimki            | 0-1  | 3-0  | 2-5  | ---- | 1-3  | ---- | ---- | ---- | 0-0  | 1-1  | 1-2  | 2-0  | ---- | ---- |
| Murom                   | 1-2  | 1-2  | 0-2  | ---- | ---- | 0-1  | ---- | 3-4  | 3-0  | 3-2  | ---- | 1-0  | 5-1  | ---- |
| Rodina Mosca            | ---- | 1-2  | ---- | 4-2  | ---- | 2-2  | 0-2  | ---- | ---- | 2-3  | 2-1  | ---- | 1-1  | 3-1  |
| Pskov-747               | 2-0  | ---- | 1-1  | 2-3  | 0-2  | ---- | ---- | 1-2  | ---- | ---- | ---- | 1-0  | 0-0  | 2-1  |
| Kazanka Mosca           | 1-2  | 1-2  | 1-1  | ---- | 4-5  | 0-0  | ---- | 5-1  | 1-2  | ---- | 1-1  | 2-1  | ---- | ---- |
| Znamya Truda            | ---- | ---- | ---- | 0-0  | 0-0  | 1-2  | 2-2  | 2-1  | 2-3  | ---- | ---- | 2-0  | 1-2  | 0-1  |
| Kolomna                 | 1-2  | 1-0  | 0-1  | 1-0  | 3-2  | ---- | 3-4  | 0-0  | ---- | ---- | 0-0  | ---- | ---- | ---- |
| Luki-Energiya           | ---- | 0-2  | ---- | 1-1  | ---- | 0-1  | 0-0  | ---- | ---- | 1-2  | ---- | 4-2  | ---- | 2-0  |
| Zvezda Sankt-Petersburg | 0-3  | ---- | 0-2  | 0-1  | ---- | 0-1  | 1-4  | ---- | 0-1  | 3-1  | ---- | 1-2  | ---- | ---- |
| ----------------------- | ---- | ---- | ---- | ---- | ---- | ---- | ---- | ---- | ---- | ---- | ---- | ---- | ---- | ---- |

## Girone Centro

### Squadre partecipanti
| Squadra            | Città        | Stagione precedente                    |
| ------------------ | ------------ | -------------------------------------- |
| Ararat Mosca       | Mosca        | Club rifondato dopo un anno di assenza |
| Chimik-Arsenal     | Novomoskovsk | 7º nel Girone Centro di PPF Ligi       |
| Chimki-M           | Chimki       | 14º nel Girone Centro di PPF Ligi      |
| Dinamo Brjansk     | Brjansk      | 4º nel Girone Centro di PPF Ligi       |
| Kaluga             | Kaluga       | 6º nel Girone Centro di PPF Ligi       |
| Kvant Obninsk      | Obninsk      | 8º nel Girone Centro di PPF Ligi       |
| Metallurg Lipeck   | Lipeck       | 3º nel Girone Centro di PPF Ligi       |
| Rjazan'            | Rjazan'      | 10º nel Girone Centro di PPF Ligi      |
| Rotor-2            | Volgograd    | 11º nel Girone Centro di PPF Ligi      |
| Saljut Belgorod    | Belgorod     | 9º nel Girone Centro di PPF Ligi       |
| Saturn             | Ramenskoe    | 12º nel Girone Centro di PPF Ligi      |
| Sokol Saratov      | Saratov      | 2º nel Girone Centro di PPF Ligi       |
| Strogino Mosca     | Mosca        | 13º nel Girone Centro di PPF Ligi      |
| Zorkij Krasnogorsk | Krasnogorsk  | 5º nel Girone Centro di PPF Ligi       |

### Classifica finale
|  | Pos. | Squadra            | Pt | G  | V  | N | P  | GF | GS | DR  |
|  | ---- | ------------------ | -- | -- | -- | - | -- | -- | -- | --- |
|  | 1.   | Dinamo Brjansk     | 39 | 17 | 12 | 3 | 2  | 28 | 11 | +17 |
|  | 2.   | Metallurg Lipeck   | 37 | 17 | 11 | 4 | 2  | 30 | 9  | +21 |
|  | 3.   | Sokol Saratov      | 37 | 17 | 11 | 4 | 2  | 37 | 10 | +27 |
|  | 4.   | Saljut Belgorod    | 26 | 17 | 8  | 2 | 7  | 23 | 23 | +0  |
|  | 5.   | Chimik-Arsenal     | 26 | 17 | 7  | 5 | 5  | 27 | 20 | +7  |
|  | 6.   | Rjazan'            | 24 | 17 | 6  | 6 | 5  | 29 | 26 | +3  |
|  | 7.   | Zorkij Krasnogorsk | 23 | 16 | 7  | 2 | 7  | 31 | 32 | -1  |
|  | 8.   | Ararat Mosca       | 23 | 17 | 7  | 2 | 8  | 34 | 36 | -2  |
|  | 9.   | Kaluga             | 22 | 17 | 6  | 4 | 7  | 24 | 23 | +1  |
|  | 10.  | Saturn             | 22 | 17 | 5  | 7 | 5  | 32 | 32 | +0  |
|  | 11.  | Chimki-M           | 18 | 17 | 5  | 3 | 9  | 23 | 32 | -9  |
|  | 12.  | Strogino Mosca     | 17 | 17 | 5  | 2 | 10 | 15 | 28 | -13 |
|  | 13.  | Kvant Obninsk      | 8  | 17 | 2  | 2 | 13 | 8  | 40 | -32 |
|  | 14.  | Rotor-2            | 8  | 16 | 2  | 2 | 12 | 14 | 33 | -19 |

### Verdetti
- Dinamo Brjansk promosso in PFN Ligi.

### Risultati
|                    | DIB  | MEL  | SOS  | SAB  | CAR  | RJA  | ZOK  | ARM  | KAL  | SAT  | CHB  | STM  | KVO  | RO2  |
| Dinamo Brjansk     | ---- | 2-0  | ---- | 1-1  | 1-1  | ---- | 2-1  | ---- | ---- | ---- | 1-0  | 2-0  | 2-0  | 2-0  |
| Metallurg Lipeck   | ---- | ---- | ---- | 2-0  | 4-1  | 3-0  | 3-0  | ---- | 0-1  | ---- | 1-0  | 4-0  | ---- | 2-1  |
| Sokol Saratov      | 0-1  | 0-1  | ---- | 2-1  | ---- | ---- | 4-0  | 3-0  | ---- | 1-1  | 3-0  | 1-1  | ---- | 4-0  |
| Saljut-Belgorod    | ---- | ---- | 0-1  | ---- | 2-1  | 0-1  | ---- | 3-0  | 1-0  | ---- | ---- | 1-0  | 0-1  | 1-0  |
| Chimik-Arsenal     | 2-0  | 0-0  | 1-2  | ---- | ---- | 4-2  | ---- | 2-1  | 0-1  | ---- | 1-2  | ---- | 2-0  | ---- |
| Rjzan              | 3-1  | 1-1  | 1-2  | ---- | 0-0  | ---- | ---- | 2-3  | ---- | 3-1  | 3-0  | ---- | 2-2  | ---- |
| Zorkij Krasnogorsk | ---- | ---- | 2-2  | 0-4  | 1-2  | 0-0  | ---- | 4-2  | 4-0  | 1-3  | ---- | ---- | 4-0  | 3-1  |
| Ararat Mosca       | 2-3  | 1-1  | 0-3  | ---- | ---- | ---- | 2-3  | ---- | ---- | 8-2  | 2-2  | 2-1  | 1-0  | 2-0  |
| Kaluga             | 1-1  | ---- | 1-1  | ---- | 2-2  | 2-3* | ---- | 1-2  | ---- | ---- | 1-2  | 2-0  | 2-0  | ---- |
| Saturn             | 0-2  | 1-1  | 0-2  | 5-1  | 2-2  | 2-2  | 5-1  | ---- | 3-3  | ---- | 1-1  | ---- | ---- | ---- |
| Chimki-B           | ---- | 1-3  | ---- | 7-0  | ---- | 0-2  | 1-5  | ---- | 2-1  | 1-1  | ---- | 2-1  | ---- | 1-4  |
| Strogino Mosca     | 0-2  | 0-2  | ---- | 2-2  | 0-3  | 2-1  | 1-2  | ---- | 2-1  | 3-1  | ---- | ---- | ---- | 1-0  |
| Kvant Obninsk      | 0-2  | 0-2  | 0-6  | 0-3  | ---- | ---- | ---- | 2-5  | 0-4  | 0-2  | 2-1  | 0-1  | ---- | ---- |
| Rotor-2            | 0-3  | ---- | ---- | 0-3  | 0-3  | 3-3  | ---- | 4-1  | 0-1  | 0-2  | ---- | ---- | 1-1  | ---- |
| ------------------ | ---- | ---- | ---- | ---- | ---- | ---- | ---- | ---- | ---- | ---- | ---- | ---- | ---- | ---- |

## Girone Sud

### Squadre partecipanti
| Squadra                 | Città          | Stagione precedente                                                       |
| ----------------------- | -------------- | ------------------------------------------------------------------------- |
| Alanija Vladikavkaz     | Vladikavkaz    | 10º nel Girone Sud di PPF Ligi                                            |
| Anži                    | Machačkala     | 15º posto in Prem'er-Liga, retrocesso in PFN Ligi, si iscrive in PPF Ligi |
| Biolog-Novokubansk      | Progress       | 8º nel Girone Sud di PPF Ligi                                             |
| Černomorec Novorossijsk | Novorossijsk   | 4º nel Girone Sud di PPF Ligi                                             |
| Dinamo Stavropol'       | Stavropol'     | 9º nel Girone Sud di PPF Ligi                                             |
| Družba Majkop           | Majkop         | 5º nel Girone Sud di PPF Ligi                                             |
| Inter Čerkessk          | Čerkessk       | Club di nuova fondazione                                                  |
| Krasnodar-3             | Krasnodar      | 12º nel Girone Sud di PPF Ligi                                            |
| Legion Dinamo           | Machačkala     | 7º nel Girone Sud di PPF Ligi                                             |
| Machačkala              | Machačkala     | Club di nuova fondazione                                                  |
| Mašuk-KMV Pjatigorsk    | Pjatigorsk     | 11º nel Girone Sud di PPF Ligi                                            |
| SKA Rostov              | Rostov sul Don | 13º nel Girone Sud di PPF Ligi                                            |
| Spartak-Nal'čik         | Nal'čik        | 6º nel Girone Sud di PPF Ligi                                             |
| Spartak Vladikavkaz     | Vladikavkaz    | Club di nuova fondazione                                                  |
| Urožaj                  | Krasnodar      | 2º nel Girone Sud di PPF Ligi                                             |
| Volgar' Astrachan'      | Astrachan'     | 3º nel Girone Sud di PPF Ligi                                             |

### Classifica finale
|  | Pos. | Squadra                 | Pt | G  | V  | N | P  | GF | GS | DR  |
|  | ---- | ----------------------- | -- | -- | -- | - | -- | -- | -- | --- |
|  | 1.   | Volgar' Astrachan'      | 50 | 19 | 16 | 2 | 1  | 45 | 7  | +38 |
|  | 2.   | Alanija Vladikavkaz     | 46 | 19 | 15 | 1 | 3  | 54 | 13 | +41 |
|  | 3.   | Družba Majkop           | 34 | 19 | 10 | 4 | 5  | 29 | 26 | +3  |
|  | 4.   | Černomorec Novorossijsk | 33 | 19 | 10 | 3 | 6  | 40 | 22 | +18 |
|  | 5.   | Legion Dinamo           | 27 | 19 | 7  | 6 | 6  | 18 | 21 | -3  |
|  | 6.   | Dinamo Stavropol'       | 27 | 19 | 8  | 3 | 8  | 31 | 25 | +6  |
|  | 7.   | Machačkala              | 26 | 19 | 7  | 5 | 7  | 19 | 24 | -5  |
|  | 8.   | SKA Rostov              | 26 | 19 | 7  | 5 | 7  | 25 | 25 | +0  |
|  | 9.   | Biolog-Novokubansk      | 26 | 19 | 7  | 5 | 7  | 20 | 22 | -2  |
|  | 10.  | Mašuk-KMV Pjatigorsk    | 24 | 19 | 6  | 6 | 7  | 22 | 17 | +5  |
|  | 11.  | Urožaj                  | 20 | 19 | 5  | 5 | 9  | 22 | 37 | -15 |
|  | 12.  | Inter Čerkessk          | 20 | 19 | 5  | 5 | 9  | 24 | 38 | -14 |
|  | 13.  | Spartak-Nal'čik         | 19 | 19 | 4  | 7 | 8  | 18 | 37 | -19 |
|  | 14.  | Krasnodar-3             | 18 | 19 | 5  | 3 | 11 | 19 | 38 | -19 |
|  | 15.  | Anži                    | 10 | 19 | 3  | 7 | 9  | 24 | 32 | -8  |
|  | 16.  | Spartak Vladikavkaz     | 8  | 19 | 1  | 5 | 13 | 14 | 40 | -26 |

### Verdetti
- Volgar' Astrachan' promosso in PFN Ligi.

### Risultati
|                         | VOA  | ALA  | ALV  | DRM  | CEN  | LED  | DIS  | MAC  | SKR  | MKP  | URO  | INC  | SPN  | KR3  | AMA  | SPA  |
| Volgar' Astrachan'      | ---- | ---- | ---- | 2-0  | 1-1  | 2-0  | ---- | 1-0  | 4-0  | 1-0  | 2-0  | ---- | 6-0  | ---- | 2-0  | 3-1  |
| Alanija Vladikavkaz     | 3-0  | ---- | 3-0  | 1-2  | 0-1  | ---- | 4-0  | ---- | 3-1  | ---- | ---- | 5-0  | 8-0  | 4-0  | 2-1  | ---- |
| Družba Majkop           | 0-2  | ---- | ---- | 4-2  | ---- | 4-3  | 1-0  | 2-3  | ---- | ---- | 2-1  | 2-1  | 1-1  | ---- | ---- | 1-0  |
| Černomorec Novorossijsk | ---- | 0-1  | ---- | ---- | 1-0  | 3-0  | ---- | 0-1  | ---- | 3-0  | 4-0  | ---- | 1-1  | 6-0  | 2-1  | 3-0  |
| Legion Dinamo           | 0-3  | ---- | 1-0  | 1-1  | ---- | ---- | 1-0  | ---- | 0-1  | 3-0  | ---- | 0-2  | 1-0  | 2-0  | 2-0  | ---- |
| Dinamo Stavropol        | ---- | 1-3  | 1-2  | ---- | 1-1  | ---- | ---- | ---- | 3-0  | 0-0  | 1-2  | 3-0  | ---- | 3-0  | 2-0  | 5-0  |
| Machačkala              | 0-3  | ---- | 1-1  | 2-2  | ---- | 2-0  | ---- | 1-0  | 2-1  | ---- | 2-0  | ---- | 1-1  | ---- | 1-0  | 1-0  |
| SKA Rostov              | 1-3  | 0-3  | ---- | ---- | 1-1  | 1-3  | 1-1  | ---- | ---- | 2-1  | 3-0  | ---- | ---- | 1-2  | ---- | 2-2  |
| Biolog-Novokubansk      | 1-1  | ---- | 1-1  | 2-1  | ---- | 3-0  | 0-0  | 2-3  | ---- | 2-1  | ---- | 2-0  | 2-0  | ---- | ---- | ---- |
| Mašuk-KMV Pjatigorsk    | ---- | 0-1  | 0-1  | ---- | 4-0  | ---- | 1-0  | 1-1  | 0-0  | ---- | 3-0  | 0-0  | ---- | 1-0  | 4-0  | ---- |
| Urozhay                 | ---- | 1-4  | ---- | ---- | 1-1  | 1-2  | 5-2  | ---- | 1-0  | 1-1  | ---- | 3-0  | ---- | 1-0  | ---- | 1-1  |
| Inter Čerkessk          | 0-3  | ---- | 0-1  | 3-5  | ---- | ---- | 3-1  | 1-0  | ---- | ---- | 2-2  | ---- | 2-2  | ---- | 2-2* | 1-0  |
| Spartak-Nal'čik         | 0-4  | 4-2  | ---- | 0-2  | ---- | 1-1  | ---- | 0-1  | ---- | 0-3  | 1-1  | ---- | ---- | 2-0  | 1-1  | 3-0  |
| Krasnodar-3             | 0-2  | 1-1  | 4-2  | ---- | 4-1  | ---- | 0-2  | 0-3  | 1-1  | ---- | ---- | 3-2  | 0-1  | ---- | 2-2  | ---- |
| Anži                    | ---- | 1-2  | 2-2  | 3-2  | ---- | ---- | ---- | 1-1  | 1-0  | ---- | 6-1  | 1-1  | ---- | ---- | ---- | 2-2  |
| Spartak Vladikavkaz     | ---- | 0-4  | 0-2  | ---- | 1-1  | 0-2  | ---- | ---- | 0-1  | 2-2  | ---- | 3-4  | ---- | 1-2  | 1-0  | ---- |
| ----------------------- | ---- | ---- | ---- | ---- | ---- | ---- | ---- | ---- | ---- | ---- | ---- | ---- | ---- | ---- | ---- | ---- |

## Girone Urali-Volga

### Squadre partecipanti
| Squadra           | Città            | Stagione precedente                                                                |
| ----------------- | ---------------- | ---------------------------------------------------------------------------------- |
| Akron Togliatti   | Togliatti        | 3° nel Girone Volga dei dilettanti, ripescato                                      |
| Čeljabinsk        | Čeljabinsk       | 9º nel Girone Urali-Volga di PPF Ligi                                              |
| KAMAZ             | Naberežnye Čelny | 2º nel Girone Urali-Volga di PPF Ligi                                              |
| Lada Dimitrovgrad | Dimitrovgrad     | 2° nel Girone Volga dei dilettanti, ripescato come vincitore della Coppa del Volga |
| Lada-Togliatti    | Togliatti        | 11º nel Girone Urali-Volga di PPF Ligi                                             |
| Nosta Novotroick  | Novotroick       | 5º nel Girone Urali-Volga di PPF Ligi                                              |
| Tjumen'           | Tjumen'          | 20º posto in PFN Ligi, retrocesso                                                  |
| Ufa-2             | Ufa              | 8º nel Girone Urali-Volga di PPF Ligi                                              |
| Ural-2            | Ekaterinburg     | 10º nel Girone Urali-Volga di PPF Ligi                                             |
| Volga Ul'janovsk  | Ul'janovsk       | 4º nel Girone Urali-Volga di PPF Ligi                                              |
| Zenit Iževsk      | Iževsk           | 7º nel Girone Urali-Volga di PPF Ligi                                              |
| Zvezda Perm'      | Perm'            | 6º nel Girone Urali-Volga di PPF Ligi                                              |

### Prima fase

#### Classifica finale
|  | Pos. | Squadra           | Pt | G  | V  | N | P  | GF | GS | DR  |
|  | ---- | ----------------- | -- | -- | -- | - | -- | -- | -- | --- |
|  | 1.   | Akron Togliatti   | 38 | 17 | 12 | 2 | 3  | 29 | 16 | +13 |
|  | 2.   | Čeljabinsk        | 36 | 17 | 11 | 3 | 3  | 34 | 17 | +17 |
|  | 3.   | Ural-2            | 35 | 17 | 11 | 2 | 4  | 34 | 16 | +18 |
|  | 4.   | KAMAZ             | 32 | 17 | 10 | 2 | 5  | 37 | 23 | +14 |
|  | 5.   | Lada Dimitrovgrad | 24 | 17 | 7  | 3 | 7  | 19 | 18 | +1  |
|  | 6.   | Nosta Novotroick  | 22 | 17 | 6  | 4 | 7  | 23 | 26 | -3  |
|  | 7.   | Zvezda Perm'      | 22 | 17 | 6  | 4 | 7  | 20 | 20 | +0  |
|  | 8.   | Volga Ul'janovsk  | 20 | 17 | 6  | 2 | 9  | 19 | 26 | -7  |
|  | 9.   | Zenit Iževsk      | 18 | 17 | 5  | 3 | 9  | 27 | 27 | +0  |
|  | 10.  | Tjumen'           | 14 | 17 | 7  | 5 | 5  | 25 | 21 | +4  |
|  | 11.  | Lada-Togliatti    | 10 | 17 | 3  | 1 | 13 | 12 | 47 | -35 |
|  | 12.  | Ufa-2             | 6  | 17 | 1  | 3 | 13 | 17 | 39 | -22 |

### Verdetti
- Akron Togliatti' promosso in PFN Ligi.

#### Risultati
|                   | AKT  | CEL  | UR2  | KAM  | LAD  | NON  | ZVP  | VOU  | ZEI  | TJU  | LAT  | UF2  |
| Akron Togliatti   | ---- | ---- | 1-0  | 4-4  | ---- | ---- | 1-0  | 1-0  | ---- | 3-0  | 3-1  | 3-1  |
| FK Chelyabinsk    | 1-0  | ---- | ---- | 4-2  | 3-1  | ---- | ---- | 2-2  | 2-1  | 1-2  | 3-0  | 1-0  |
| Ural-2            | ---- | 3-4  | ---- | 4-1  | 2-1  | 2-0  | 2-0  | 3-0  | ---- | 3-3  | 4-0  | 2-0  |
| KAMAZ             | 1-2  | 3-1  | 1-0  | ---- | ---- | 0-1  | 1-0  | 4-0  | 0-0  | ---- | 4-0  | ---- |
| Lada Dimitrovgrad | 0-1  | ---- | 0-1  | 0-4  | ---- | 1-1  | 1-0  | ---- | 1-0  | 1-0  | 2-1  | 2-2  |
| Nosta Novotroick  | 0-1  | 0-2  | ---- | 2-4  | 1-0  | ---- | 0-1  | 1-3  | 1-1  | 1-4  | ---- | 2-0  |
| Zvezda Perm'      | 1-1  | 1-1  | 2-2  | ---- | 1-3  | 1-2  | ---- | 2-1  | ---- | 0-0  | 5-2  | 3-1  |
| Volga Ul'janovsk  | 2-0  | 0-1  | ---- | 0-1  | 0-1  | 2-2  | ---- | ---- | 0-2  | 1-0  | ---- | 4-3  |
| Zenit Iževsk      | 0-2  | 1-4  | 1-0  | 1-2  | ---- | 3-3  | 0-1  | 2-3  | ---- | 0-1  | 2-1  | 5-0  |
| Tjumen'           | 2-0  | 0-0  | 1-2  | 3-2  | 1-0  | ---- | ---- | 0-1  | 5-3  | ---- | ---- | 2-2  |
| Lada Togliatti    | 1-3  | 0-4  | 0-2  | ---- | 0-5  | 0-3  | 1-0  | 1-0  | 1-5  | 1-1  | ---- | ---- |
| Ufa-2             | 2-3  | 1-0  | 1-2  | 1-3  | 0-0  | 1-3  | 1-2  | ---- | ---- | ---- | 1-2  | ---- |
| ----------------- | ---- | ---- | ---- | ---- | ---- | ---- | ---- | ---- | ---- | ---- | ---- | ---- |

## Girone Est

### Squadre partecipanti
| Squadra        | Città            | Stagione precedente                                     |
| -------------- | ---------------- | ------------------------------------------------------- |
| Čita           | Čita             | 5º nel Girone Est di PPF Ligi                           |
| Dinamo Barnaul | Barnaul          | 4º nel Girone Est di PPF Ligi                           |
| Irtyš Omsk     | Omsk             | 1º nel Girone Est di PPF Ligi, rinunciò alla promozione |
| Sibir'         | Novosibirsk      | Club di nuova istituzione                               |
| Sachalin       | Južno-Sachalinsk | 2º nel Girone Est di PPF Ligi                           |
| Zenit Irkutsk  | Irkutsk          | 3º nel Girone Est di PPF Ligi                           |

### Classifica finale
|  | Pos. | Squadra        | Pt | G  | V | N | P | GF | GS | DR  |
|  | ---- | -------------- | -- | -- | - | - | - | -- | -- | --- |
|  | 1.   | Irtyš Omsk     | 29 | 11 | 9 | 2 | 0 | 21 | 4  | +17 |
|  | 2.   | Sachalin       | 18 | 12 | 5 | 3 | 4 | 15 | 16 | -1  |
|  | 3.   | Sibir'         | 17 | 12 | 5 | 2 | 5 | 16 | 16 | +0  |
|  | 4.   | Čita           | 15 | 12 | 4 | 3 | 5 | 13 | 12 | +1  |
|  | 5.   | Dinamo Barnaul | 11 | 11 | 3 | 2 | 6 | 8  | 15 | -7  |
|  | 6.   | Zenit Irkutsk  | 9  | 12 | 3 | 0 | 9 | 6  | 16 | -10 |

### Verdetti
- Irtyš Omsk promosso in PFN Ligi.

### Risultati
|                | IRO  | SAC     | NOV     | CIT  | DIB     | ZEI  |
| Irtyš Omsk     | ---- | 2-0     | 1-1     | 2-0  | 2-0 3-0 | 2-0  |
| Sachalin       | 1-3  | ----    | 3-2     | 1-1  | 2-1     | 2-0  |
| Novosibirsk    | 0-1  | 3-1     | ----    | 1-0  | 1-1     | 2-0  |
| Čita           | 0-1  | 0-0 3-3 | 4-2 0-1 | ---- | 3-0     | 1-0  |
| Dinamo Barnaul | 1-1  | 0-1     | 1-2     | 1-0  | ----    | 2-0  |
| Zenit Irkutsk  | 1-3  | 0-1 1-0 | 2-1 2-0 | 0-1  | 0-1     | ---- |
| -------------- | ---- | ------- | ------- | ---- | ------- | ---- |